# Трстјани
Трстјани (слч. Trsťany) насељено је мјесто са административним статусом сеоске општине (слч. obec) у округу Кошице-околина, у Кошичком крају, Словачка Република.

## Становништво
| Година:    | 1994. | 2004.   | 2014.    | 2024.    |
| ---------- | ----- | ------- | -------- | -------- |
| Број људи: | 234   | 245     | 291      | 350      |
| Разлика:   |       | +4,70 % | +18,77 % | +20,27 % |

| Година:    | 2023. | 2024.   |
| ---------- | ----- | ------- |
| Број људи: | 330   | 350     |
| Разлика:   |       | +6,06 % |

Према подацима о броју становника из 2011. године насеље је имало 260 становника.